# Джабраилов, Расми Халидович
Ра́сми (Рамзе́с) Хали́дович Джабраи́лов (8 декабря 1932, с. Касумкент, Сулейман-Стальский район, Дагестанская АССР, СССР — 22 января 2022, Москва, Россия) — советский и российский актёр театра и кино, театральный режиссёр. Заслуженный артист РСФСР (1987), лауреат Государственной премии Российской Федерации в области литературы и искусства (1999).

## Биография
Родился 8 декабря 1932 года в селе Касумкент Сулейман-Стальского района Дагестанской АССР. Был лезгином по национальности.
В 1955 году окончил актёрский факультет ГИТИСа. С 1955 по 1956 год — актёр Лезгинского музыкально-драматического театра имени С. Стальского в Дербенте.
В 1961 году окончил режиссёрский факультет ГИТИСа (набирал курс Николай Павлович Охлопков, вёл курс Николай Михайлович Горчаков, «мастерство актёра» преподавал Андрей Александрович Гончаров).
В 1961—1962 годах — второй режиссёр советской киностудии «Таджикфильм».
С 1962 по 1963 год — режиссёр Дагестанского русского театра имени М. Горького в Махачкале и главный режиссёр Даргинского драматического театра имени О. Батырая в Избербаше.
В 1963—1964 годах — режиссёр Тульского областного театра драмы имени М. Горького.
С 1964 по 1993 год — актёр Московского театра на Таганке.
С 1993 по 2002 год — актёр московского театра драмы и комедии «Содружество актёров Таганки» под руководством Николая Губенко.
C 2002 по 2021 год — актёр Московского академического театра имени Владимира Маяковского.
Скончался 22 января 2022 года в Москве после продолжительной болезни (COVID-19). Прощание и отпевание прошли 27 января в церкви Антипия на Колымажном дворе. Похоронен на Троекуровском кладбище.

### Семья
Отец заслуженной артистки Российской Федерации Мадлен Джабраиловой (род. 19 декабря 1970).

## Творчество

### Работы в театре

#### Актёр

##### Московский театр на Таганке
- «Гамлет» Уильяма Шекспира − музыканты и придворные, 2-й могильщик
- «Послушайте!» Владимира Маяковского —
- «Дом на набережной» Юрия Трифонова — важное лицо
- «Десять дней, которые потрясли мир» по мотивам одноимённого романа Джона Рида —
- «На дне» Максима Горького — татарин, крючник
- «Живой» Бориса Можаева — дед Филат
- «Преступление и наказание» Ф. М. Достоевского — Семён Захарович Мармеладов, титулярный советник
- «Добрый человек из Сезуана» Бертольта Брехта — Лин То, столяр
- «Обмен» Юрия Трифонова — водопроводчик
- «Павшие и живые», поэтические представление (сценическая композиция и постановка — Юрий Любимов; премьера — 4 ноября 1965 года) — критик
- «Мать» Максима Горького (инсценировка и постановка — Юрий Любимов; премьера — 23 мая 1969 года) — Исай Горбов
- «Под кожей статуи свободы» Евгения Евтушенко — вечный студент
- «Пристегните ремни!» Григория Бакланова и Юрия Любимова — Сысолятин
- «Самоубийца» Николая Эрдмана — четвёртый
- «Мастер и Маргарита» — Бегемот[11]
- «Товарищ верь…», поэтическое представление (…письма Пушкина… к Пушкину… о Пушкине…) Юрия Любимова и Людмилы Целиковской — за Пушкина
- «Что делать?» Николая Чернышевского — Павел Константинович Розальский
- «Владимир Высоцкий», поэтическое представление Юрия Любимова (постановка — Юрий Любимов; премьера — 25 июля 1981 года) —

##### Российский государственный «Театр на Покровке»
- 1999 — «Женитьба» Н. В. Гоголя (режиссёр — Сергей Арцибашев; премьера состоялась в 1996 году) — Балтазар Балтазарович Жевакин, отставной моряк, лейтенант

##### Московский академический театр имени Владимира Маяковского
- 2002 — «Женитьба» Н. В. Гоголя (режиссёр — Сергей Арцибашев; премьера — 15 сентября 2000 года) — Балтазар Балтазарович Жевакин, отставной моряк, лейтенант
- 2003 — «Карамазовы» Ф. М. Достоевского — Фетюкович, адвокат
- 2005 — «Мёртвые души» Н. В. Гоголя — Иван, отец Павла Чичикова
- 2009 — «Как поссорились…» по «Повести о том, как поссорился Иван Иванович с Иваном Никифоровичем» Н. В. Гоголя — Пётр Фёдорович, городничий Миргорода
- 2012 — «Таланты и поклонники» А. Н. Островского (режиссёр — Миндаугас Карбаускис) — Ераст Громилов, трагик
- 2015 — «Плоды просвещения» Л. Н. Толстого (режиссёр — Миндаугас Карбаускис) — старый повар

### Фильмография
| Год  |     | Название                                                | Роль                                                      |
| ---- | --- | ------------------------------------------------------- | --------------------------------------------------------- |
| 1962 | ф   | Одержимые                                               | Юртайкин                                                  |
| 1965 | ф   | Наш дом                                                 | работник телевидения                                      |
| 1966 | ф   | Вертикаль                                               | Юртайкин (нет в титрах)                                   |
| 1968 | ф   | Калиф-аист                                              | разбойник                                                 |
| 1968 | ф   | Белый рояль                                             | Аристарх Платонович, директор музея                       |
| 1969 | кор | Тоска                                                   | Имя персонажа не указано                                  |
| 1969 | ф   | Встреча у старой мечети                                 | фотограф (озвучил Сергей Цейц)                            |
| 1969 | ф   | Воскресенье на выселках                                 | Имя персонажа не указано                                  |
| 1971 | ф   | Лаутары                                                 | Янку «Божья труба»                                        |
| 1971 | ф   | Драма из старинной жизни                                | Храпошка, графский арапник и соглядатай                   |
| 1972 | ф   | Летние сны                                              | Попик                                                     |
| 1973 | кор | Сад                                                     | Имя персонажа не указано                                  |
| 1973 | ф   | Исполняющий обязанности                                 | Азис Иванович, дворник (в титрах Г. Джабраилов)           |
| 1974 | ф   | Тысяча первая гастроль                                  | Гаранефис (дублировал Владимир Ферапонтов)                |
| 1974 | ф   | Какая у вас улыбка                                      | директор парка                                            |
| 1974 | ф   | Дорогой мальчик                                         | Френк, гангстер                                           |
| 1974 | ф   | Все улики против него                                   | Георгицэ, отец невесты                                    |
| 1975 | ф   | Бриллианты для диктатуры пролетариата                   | Тарыкин                                                   |
| 1975 | ф   | У самого Чёрного моря                                   | Дионисий, рыбак                                           |
| 1975 | ф   | Крестьянский сын                                        | атаман банды                                              |
| 1975 | ф   | Бегство мистера Мак-Кинли                               | клиент фирмы (нет в титрах)                               |
| 1977 | ф   | Скажи, что любишь меня!                                 | Расми (дублировал В. Филиппов)                            |
| 1977 | ф   | Почти смешная история                                   | Валера, слесарь автобазы                                  |
| 1978 | ф   | Короли и капуста                                        | Эстебан Дельгадо, брадобрей                               |
| 1979 | ф   | Город принял                                            | Имя персонажа не указано                                  |
| 1980 | ф   | Седьмая пятница                                         | Муроди                                                    |
| 1980 | кор | Откуда в траве рыба?                                    | Имя персонажа не указано                                  |
| 1981 | ф   | Сказка, рассказанная ночью                              | аптекарь                                                  |
| 1981 | ф   | Восьмое чудо света                                      | Торрес, судья                                             |
| 1981 | ф   | Брелок с секретом                                       | человек с портфелем                                       |
| 1982 | ф   | Низами                                                  | Заргар, ювелир                                            |
| 1982 | ф   | Детский мир                                             | пассажир маршрутного такси                                |
| 1982 | ф   | Деловая поездка                                         | Байрамов                                                  |
| 1983 | ф   | Петля                                                   | фотограф                                                  |
| 1984 | ф   | Наш внук работает в милиции                             | дед                                                       |
| 1985 | ф   | Украли жениха                                           | Ахмед                                                     |
| 1986 | ф   | Степная эскадрилья                                      | Роман Халидович, наставник степной эскадрильи             |
| 1987 | ф   | Шура и Просвирняк                                       | Ашот, гость                                               |
| 1987 | тсп | Десять дней, которые потрясли мир                       | Имя персонажа не указано                                  |
| 1988 | ф   | Следствие ведут Знатоки. Дело № 21 «Без ножа и кастета» | А. Д. Нелидов, бывший бандит                              |
| 1988 | ф   | Работа над ошибками                                     | Борис Евсеевич Котик, ученик писателя Пустырёва           |
| 1988 | ф   | Частный визит в немецкую клинику                        | Бурантиков                                                |
| 1988 | ф   | Комментарий к прошению о помиловании                    | Исаак Моисеевич, киоскёр, добровольный помощник в архиве  |
| 1988 | ф   | Запретная зона                                          | дачник садово-дачного кооператива                         |
| 1989 | ф   | Храм воздуха                                            | Имя персонажа не указано                                  |
| 1989 | ф   | А был ли Каротин?                                       | Макгрегори                                                |
| 1991 | ф   | Одиссея капитана Блада                                  | Нед Огл, канонир                                          |
| 1991 | кор | Знаменитости на Тюдор-стрит                             | Гарри                                                     |
| 1991 | ф   | Год хорошего ребёнка                                    | «Картошка»                                                |
| 1993 | ф   | Се-ля-ви                                                | Имя персонажа не указано                                  |
| 1993 | ф   | Пистолет с глушителем                                   | психбольной в узбекском халате                            |
| 1994 | ф   | Простодушный                                            | письмоводитель                                            |
| 1996 | ф   | Линия жизни                                             | Ахмед, мафиози                                            |
| 1996 | с   | Страницы театральной пародии                            | губернатор, театральный зритель                           |
| 1996 | ф   | Возвращение «Броненосца»                                | жених Верки                                               |
| 1997 | тсп | Женитьба                                                | Балтазар Балтазарович Жевакин, отставной моряк, лейтенант |
| 1999 | ф   | Шутить изволите?                                        | Мишкин                                                    |
| 2000 | ф   | В августе 44-го…                                        | парикмахер                                                |
| 2001 | ф   | Нина. Расплата за любовь                                | Тигран                                                    |
| 2001 | с   | Искатели                                                | Сергей Иванович Гусев, киномеханик                        |
| 2002 | ф   | Марш Турецкого 2 (фильм № 8 «Последний маршал»)         | Ахмед Ахмедович Обушахмин, приятель сотрудника ФСБ        |
| 2002 | ф   | Дом дураков                                             | Махмуд                                                    |
| 2004 | ф   | Моя прекрасная няня (серия № 18 «Меркантильная Вика»)   | Зубанов, крупный бизнесмен                                |
| 2004 | ф   | Полёт аиста над капустным полем                         | муж                                                       |
| 2005 | ф   | Люба, дети и завод                                      | Иван Иванович Косточкин, новый начальник Любови Орловой   |
| 2005 | ф   | Мечтать не вредно                                       | волшебник                                                 |
| 2005 | с   | Атаман                                                  | Алик                                                      |
| 2006 | ф   | Капитанские дети                                        | Рудольф (дядя Рудик)                                      |
| 2007 | ф   | Комната потерянных игрушек                              | Илья Абрамович Гехнер                                     |
| 2007 | ф   | Вся такая внезапная (серия № 23 «Все такие везучие»)    | Имя персонажа не указано                                  |
| 2007 | тсп | Женитьба                                                | Балтазар Балтазарович Жевакин, отставной моряк, лейтенант |
| 2008 | с   | Срочно в номер 2 (фильм № 5 «Случай на турбазе»)        | лодочник                                                  |
| 2008 | ф   | Другое лицо                                             | Тимофей Юрьевич, сторож НИИ                               |
| 2008 | ф   | Москва улыбается                                        | приезжий из Средней Азии                                  |
| 2008 | ф   | Вопреки здравому смыслу                                 | Сократ                                                    |
| 2011 | с   | Аптекарь                                                | Лошак                                                     |
| 2012 | с   | Инспектор Купер (фильм № 3 «Наследник по прямой»)       | Ефим (Фима) Растропович                                   |
| 2013 | ф   | Пётр Лещенко. Всё, что было…                            | Михай Зобар, цыганский барон, отец Златы                  |

#### Роли в киножурнале «Ералаш»
| Год  |     | Название                              | Роль          |
| ---- | --- | ------------------------------------- | ------------- |
| 1981 | кор | Выпуск № 28 (сюжет «Портфель»)        | прохожий      |
| 1986 | кор | Выпуск № 59 (сюжет «Роковой выстрел») | работник тира |

## Награды
- 1987 — почётное звание «Заслуженный артист РСФСР»[12].
- 2000 — лауреат Государственной премии Российской Федерации в области литературы и искусства (в области театрального искусства) за 1999 год — за исполнение роли в спектакле «Женитьба» по пьесе Н. В. Гоголя Российского государственного «Театра на Покровке»[13].
- 2019 — Медаль ордена «За заслуги перед Отечеством» II степени (13 июня 2019 года) — за большой вклад в развитие отечественной культуры и искусства, многолетнюю плодотворную деятельность[14].